# Бачин (Краковский повет)

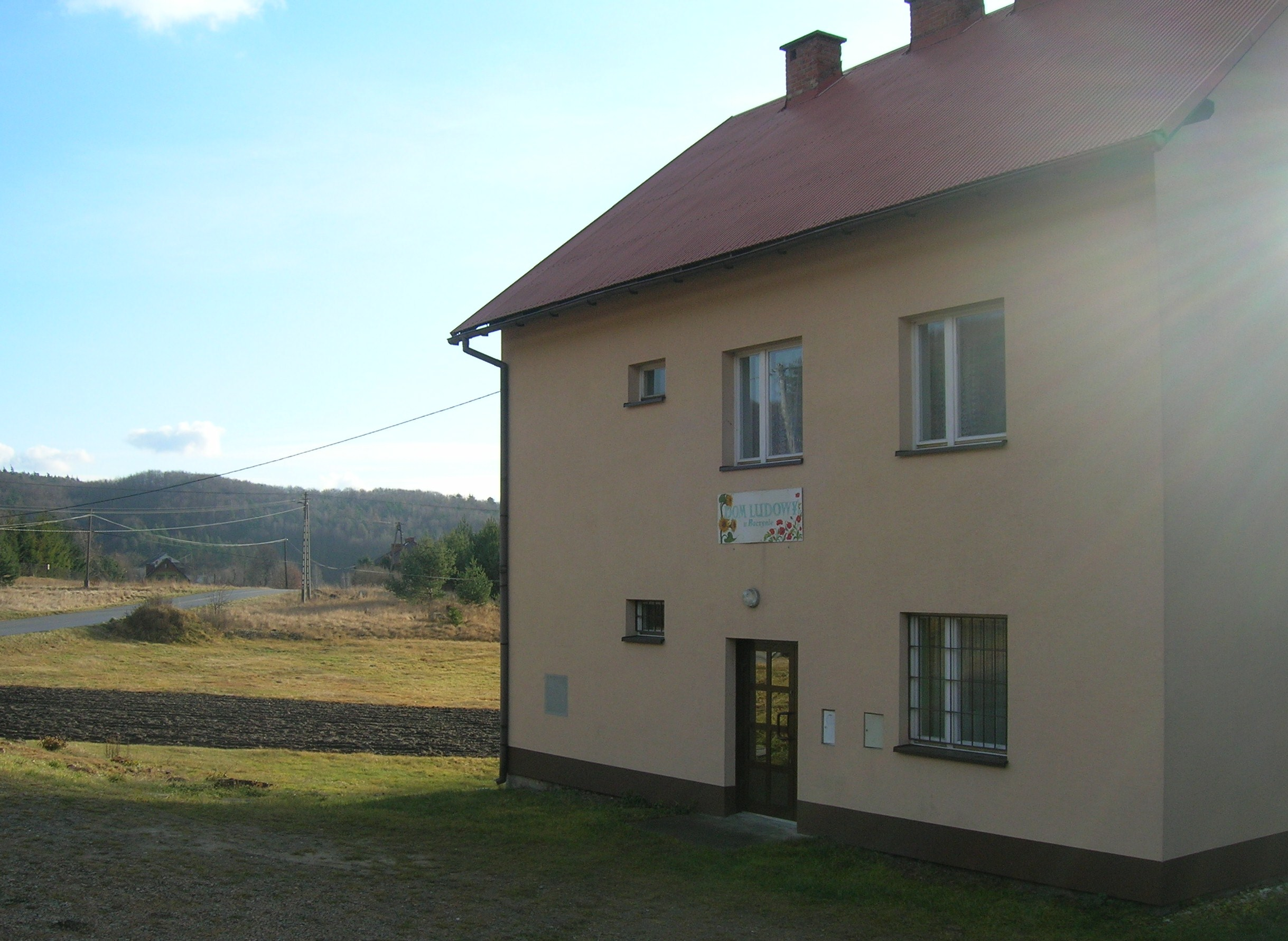
Народный дом, Бачин

Ба́чин (пол. Baczyn) — село в Польше в сельской гмине Лишки Краковского повета Малопольского воеводства.

## География
Село располагается в 8 км от административного центра гмины села Лишки и в 19 км от административного центра воеводства города Краков. Около села протекает река Санка и находится пещера «Под-Бачином».

## История
Впервые село упоминается в 1357 году в сочинении «Kodeks Dyplomatyczny» бенедиктинского аббатства в Тыньце. В этом документе говорится, что Анджей из Журавице определил границу своих владений границей реки Санка и деревнями Бачин и Рыбна, которые принадлежали бенедиктинцам. C 1414 года часть Бачина стал принадлежать шляхецкому роду Тенчинских герба Топор. В 1456 году польский король Казимир IV присвоил Бачину статус города. Позднее село было разделено на две части: моравский Бачин, принадлежавший тынецкому монастырю и бжосквинский Бачин, принадлежавших роду Тенчинских, которые владели селом до 1637 года. Потом Бачин принадлежал роду ОпалинскиеОпалинских герба Лодзя. В XVIII и XIX веках село принадлежало собственникам Тенчинского замка.
В 1975—1998 годах село входило в состав Краковского воеводства.

## Достопримечательности
- Городище лужицкой культуры. Памятник культуры Малопольского воеводства (№ А-453[3])
- Пещера «Под-Бачином».